# Tepi Air
Tepi Air is een bestuurslaag in het regentschap Aceh Selatan van de provincie Atjeh, Indonesië. Tepi Air telt 504 inwoners (volkstelling 2010).